# Centre Canari
Centre Canari (CCN), és un partit de Canàries, contant per a això amb afiliats en totes i cadascuna de les Illes de l'Arxipèlag. Es defineix com a partit de centre, agrupant en molts casos a persones provinents d'altres partits, principalment Coalició Canària i PP. El seu president fundador és Lorenzo Olarte Cullén (expresident del Govern de Canàries quan el CCN encara formava part de Coalició Canària). El seu actual president és Ignacio González (anteriorment coordinador general del PP canari).

## Història
Els orígens se situen en el 15 de setembre de 1992, quan es funda el Centre Canari Independent (CCI), a partir del Centre Democràtic i Social (CDS). Posteriorment, en 1993 el CCI es va decidir unir al costat d'Agrupacions Independents de Canàries (AIC), Iniciativa Canària Nacionalista (ICAN), Asamblea Majorera (AM) i Partit Nacionalista Canari (PNC) per a formar Coalició Canària. En el 2005 la Unió Centrista (UC), creada el 2 d'abril de 2003 i la Unión Tinerfeña Independent (UTI), creada el 15 de novembre de 2002, s'integren en CCN. El 19 de novembre de 2005, El Centre Canari Nacionalista CCN, ja canviat de nom, decideix abandonar Coalició Canària emprenent una carrera en solitari en la vida política canària. Al llarg de la legislatura s'aniran incorporant al CCN regidors procedents de Coalició Canària i el Partit Popular.
El 28 de gener de 2006, es va decidir canviar el nom del Partit a Centre Canari, mantenint les mateixes sigles CCN. Es va presentar a les eleccions municipals (presentant candidatures en més del 90% dels municipis), a els cabildos insulars i autonòmiques del 2007 realitzant una important campanya propagandística en totes les illes. Va obtenir regidors en diversos ajuntaments i un conseller al Cabildo de La Gomera però no va aconseguir representació al Parlament de Canàries, malgrat constituir-se com la cinquena força política més votada amb el 3,93% dels vots. Després de les eleccions, el president Ignacio González, va començar converses amb diverses agrupacions polítiques, entre elles Nova Canàries i Coalició Canària. Posteriorment es va anunciar que concorrerien a les eleccions generals de 2008 amb Nova Canàries, Partit Nacionalista de Lanzarote, Iniciativa por La Palma i Nova Fuerteventura. No van presentar llistes a la cambra alta ni baixa en la Província de Santa Cruz de Tenerife, sí fent-lo en l'altra província canària, Las Palmas.